# Frédéric Toselli
Frédéric (Federico) Toselli, mort le 5 mai 1933 de septicémie, était un pilote automobile franco-italien.

## Biographie
Il fut découvert par Ernest Friderich (pilote d'usine pour Bugatti, le premier vainqueur de la marque en 1920), à Nice.
Il débuta en Grand Prix sur le Circuit du Dauphiné en 1930 (1re édition), à bord d'une Bugatti T37A, et poursuivit parfois sa carrière sur des modèles T35 et T39A.
Il décéda cinq jours après un accident lors des essais en vue d'une course de côte (un 30 avril) à Val de Cuech (près de Salon-de-Provence, compétition organisée par l'AMC de Salon, proche de Marseille): voulant éviter un camion il fit une embardée et s'écrasa contre un rocher, à Fouque. Son mécanicien Jacques Peltran qui l'accompagnait fut tué sur le coup, et lui-même eut un traumatisme crânien fatal.
(nb: il ne doit pas être confondu avec Miro Toselli, coureur italien de voitures de sport des années 1950)

## Palmarès

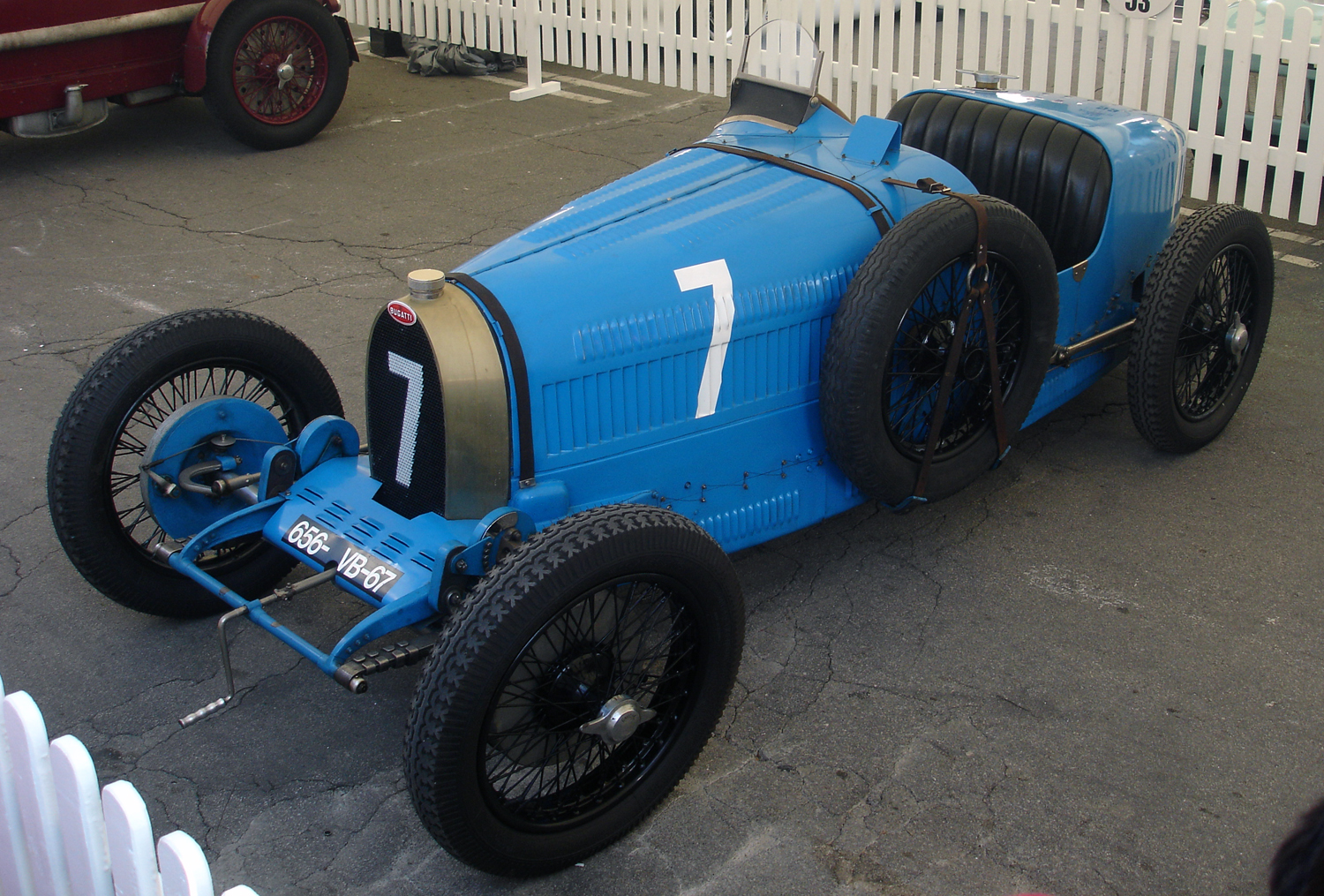
Une Bugatti Type 37.

Grand Prix, et course annexe (3 GP, dont 2 pour voiturettes):
- Circuit du Vaucluse, en 1931 sur Bugatti T37A (en Avignon, et meilleur tour en course conjointement avec François Miquel);
- Circuit du Dauphiné voiturettes en 1931 sur Bugatti T37A (1re édition spécifique à Grenoble, sur un véhicule d'Ernest Friderich)[6];
- Course du Circuit de vitesse de Nice pour 2L., en 1932 sur Bugatti T37A;
- Circuit du Cap d'Antibes voiturettes, en 1932 sur Bugatti T37A (à Garoupe, et meilleur tour en course);
  - 4e du Grand Prix de Marseille en 1932, sur Alfa Romeo 8C-2300 "Monza" (associé à l'italien Goffredo Zehender);
  - 6e du Grand Prix de Tunis en 1933 (mars), sur Bugatti T35.

Courses de côte:

- Côte du Val de Cuech, en 1931 sur Bugatti T39A[7];
  - 2e de la course du Camp (près de Marseille), en 1931 sur Bugatti 1.5L..